# Sint-Pietersdijk
De Sint-Pietersdijk is een van west naar oost verlopende dijk die in 1611, tijdens het Twaalfjarig Bestand, is aangelegd. De dijk verbindt Sint Kruis met Aardenburg, loopt als Hoge Weg naar Kruisdijkschans en wordt onderbroken door het Lapscheurse Gat. Aan de Belgische zijde daarvan loopt de dijk in zuidwestelijke richting ten zuiden van Lapscheure langs, krijgt vervolgens namen als Paalweg en Dasseweg, om bij Platheule weer als Sint-Pietersdijk te eindigen. Vervolgens gaat ze over in de Oude Sluissedijk, die naar de stad Damme voert. De dijk heeft een totale lengte van ruim 20 km.
In 1621, toen het Twaalfjarig Bestand was afgelopen, werd de dijk nogmaals doorstoken
De dijk damt onder meer het Groote Gat af. Ze ligt daar aan de noordzijde van het Hoogland van Sint Kruis. De dijk is aangelegd tijdens het Twaalfjarig Bestand om het land ten zuiden ervan te beveiligen en om een aantal inpolderingen mogelijk te maken, nadat door de inundaties van 1583 en daaropvolgende jaren een groot deel van Zeeuws-Vlaanderen onder water was komen te staan.
Omstreeks 1650 werden ten noorden en ten zuiden van deze dijk een aantal grote polders aan de zee onttrokken.
De naam Sint-Pieter verwijst steeds naar de Gentse Sint-Pietersabdij die hier in de Middeleeuwen het tiendrecht bezat en ook ten tijde van de aanleg van de dijk nog belanghebbende was.